# Diepwand

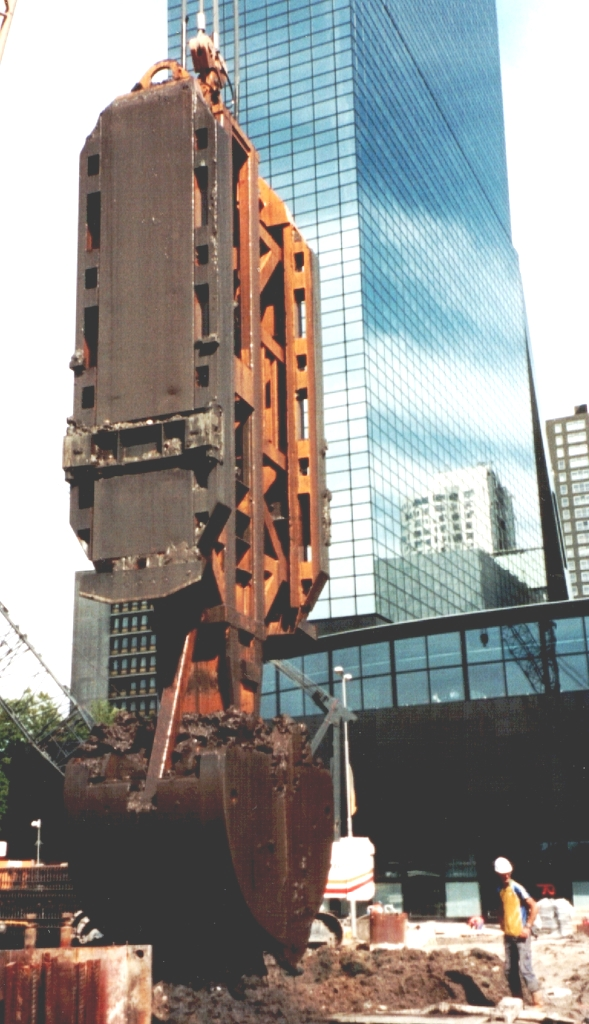
Diepwand-graafmachine

Een diepwand is een gewapend betonnen damwand, die volgens een bepaalde procedure in de grond is gemaakt.
De betonnen wand kan een dikte krijgen variërend van 0,50 meter tot 1,5 meter. De diepte van de wand is in principe onbeperkt. Diepten van 40 m onder het maaiveld zijn geen uitzondering. De wand wordt opgebouwd uit panelen van enkele meters breed, afhankelijk van het ingezette materieel. Een diepwand kan als volgt worden toegepast:
- Als grondkering bij bouwputten en bouwkuipen.
- Als grondkering bij kademuren.
- Als fundering voor gebouwen.
- Als grondwaterkering in geval van bodemverontreinigingen

Omdat de betonwand onder de grond wordt gemaakt, ontstaat een wand met een ruw oppervlak. Vaak wordt hiervoor (na het ontgraven van de bouwput) nog een voorzetwand geplaatst teneinde aan de esthetische eisen tegemoet te komen. Bij de stations van de Haagse tramtunnel zijn de, ruw gelaten, diepwanden nog te zien.

## Constructiefasen

### Voorbereiding
Ten eerste wordt langs het tracé van de toekomstige wand een geleidebalk gemaakt. Deze bestaat uit twee betonnen muurtjes met een tussenafstand van iets meer dan de voorgeziene wanddikte. Vaak hebben deze geleidewanden de vorm van L-muren. Daarna wordt aan de bovenzijde van de diepwand een raamwerk gemaakt, waarlangs de sleuf wordt uitgegraven. De geleidebalk zorgt voor een correcte maatvoering van de wand en tevens voor geleiding van de grijpers en voor bescherming van de rand van de sleuf. Soms wordt op de geleidebalk nog een stalen frame geplaatst als geleiding van de grijper en om het beton van de geleidebalk te beschermen tegen beschadiging. De geleidebalk dient tevens om in een latere fase de wapening af te hangen in de sleuf.

### Graafwerk
Er wordt een sleuf gegraven van enkele meters lang, met de benodigde breedte en diepte. Dit graven gebeurt met behulp van speciale grijpers. Deze grijpers hangen via twee kabels aan een graafmachine, een kabel om te hijsen en een kabel om de grijper te sluiten. Ook kan gebruik gemaakt worden van een hydraulische grijper. Hierbij wordt de grijper geopend en gesloten met een hydraulische cilinder. De grijper wordt in de sleuf naar beneden gelaten. Door de speciale vorm van de grijper, hangt deze stabiel in de sleuf. Tijdens het ontgraven wordt een mengsel van bentoniet (een op yoghurt gelijkende dikke vloeistof) in de sleuf gebracht, teneinde de sleuf tegen instorten te beschermen. Bentonietspoeling is een vloeistof die bestaat uit bentoniet (een soort klei) en water. bentoniet heeft de eigenschap dat het de wand van de sleuf afpleistert. Doordat bentonietspoeling een grotere soortelijke massa heeft dan water zorgt dit voor een stabiele sleuf. 

### Aanbrengen van eventuele voorzieningen
Wanneer een doorlopende wand moet worden gemaakt, zullen de diverse panelen waterdicht op elkaar moeten aansluiten. Hiertoe worden aan weerszijden van het paneel voorzieningen opgenomen. Bijvoorbeeld rubber of staalprofielen. Ook kunnen tijdelijke bekistingen worden toegepast, waardoor de panelen met visbek of hol en dol op elkaar aansluiten.

### Wapening inhangen
Voordat met betonstorten wordt begonnen wordt een wapeningskorf in de sleuf gebracht. De wapening zorgt voor het opnemen van de optredende trekkrachten in de betonnen wand.

### Beton storten
Ten slotte wordt beton in de sleuf gestort. Speciale stortmethoden zorgen ervoor dat het betonmengsel door de grote diepte niet ontmengd raakt, of dat te veel omloopbeton ontstaat. Omloopbeton is een hoeveelheid ongewenst beton die verhindert dat de tijdelijke bekistingen kunnen worden verwijderd. Tijdens het betonstorten wordt het uitkomende bentoniet afgevoerd en gezuiverd voor hergebruik.

## Voegen
Een diepwand bestaat uit tegen elkaar gestorte panelen, daarom zijn er voorzieningen nodig om goed sluitende voegen te maken. Om dit voor elkaar te krijgen kunnen in de panelen (sleuven) aan de zijden waar nog geen aansluiting met een eerder gestort paneel is gemaakt, stalen voegprofielen worden geplaatst.
fundering op staal · fundering op putten · grondverbetering · paalfunderingen (lijst van funderingspaalsystemen) · verdichten